# Tellina meropsis
Tellina meropsis  (теліна овальна)  — вид морських двостулкових молюсків ряду Венероїдні (Veneroida). Вид зустрічається на сході Тихого океану від  Каліфорнії до Перу.
Мешкає у піску та мулі, висовуючи назовні лише сифон. Тіло завдовжки до 1,2 см.
Скам'янілі рештки виду відомі починаючи з пліоцену (5,3 млн років).